# Voorspellend rekenen
Voorspellend rekenen (Engels: Arithmancy) is een schoolvak dat wordt gegeven op Zweinsteins Hogeschool voor Hekserij en Hocus-Pocus, de toverschool uit de boekenserie Harry Potter van J.K. Rowling.
Het vak is bij de lezers niet erg bekend omdat Harry het zelf niet volgt. Harry's beste vriendin Hermelien Griffel volgt het vak echter wel. Het wordt gegeven door professor Septima Vector en is een van Hermeliens favoriete vakken.

## Achtergrond
Voorspellend rekenen (Arithmancy) is de kunst die de Grieken gebruikten om de toekomst te 'voorspellen'. Het idee is dat elke letter van een naam staat voor een cijfer. Zo:
| 1 | 2 | 3 | 4 | 5 | 6 | 7 | 8 | 9 |
| - | - | - | - | - | - | - | - | - |
| A | B | C | D | E | F | G | H | I |
| J | K | L | M | N | O | P | Q | R |
| S | T | U | V | W | X | Y | Z |   |

## Voorbeeld
Het woord 'Voorspellend Rekenen' ziet er vertaald naar cijfers zo uit:
- 466917533554 9525555
Vervolgens telt men al deze cijfers bij elkaar op:
- 4 + 6 + 6 + 9 + 1 + 7 + 5 + 3 + 3 + 5 + 5 + 4 + 9 + 5 + 2 + 5 + 5 + 5 + 5 = 94
Daarna telt men de cijfers '9' en '4' bij elkaar op, wat op 13 uit komt. Nu telt u weer het getal '1' bij '3' op. De uitkomst daarvan is 4.